# Haut-Mbomou
Haut-Mbomou (en francès: Alt Bomu) és una de les 14 prefectures de la República Centreafricana. Està situada al sud-est del país, sent una de les quatre prefectures que formen els extrems del país centreafricà. Té fronteres amb la República Democràtica del Congo i el Sudan del Sud. La seva capital és Obo. Frontereja amb les prefectures d'Haute-Kotto i Mbomou a l'est. És una àrea de difícil accés.
Al setembre del 2004, l'organització Metges Sense Fronteres i el Ministeri de Sanitat de la República Centrafricana van firmar un protocol d'acord per tractar tots els pacients d'Haut-Mbomou, convertint-se en l'única prefectura del país capaç de garantir les transfusions sanguínies en condicions de seguretat.
El 2001 era la prefectura amb més casos declarats de tripanosomosi africana en tota el país (més de la meitat). Es va radicar amb l'ajuda de MSF que va crear un projecte per arribar al 75% de la població de Haut-Mbomou.